# A Date with Elvis (album de The Cramps)
Pour les articles homonymes, voir A Date with Elvis.
Albums de The Cramps
…Off the Bone
(1983) Rockin n Reelin in Auckland New Zealand
(1987)
A Date with Elvis est le quatrième album studio du groupe américain The Cramps. Lors de sa parution en CD, il fut enrichi de 4 titres bonus (pistes 12 à 15).

## Titres
| No  | Titre                      | Durée |
| --- | -------------------------- | ----- |
| 1.  | How Far Can Too Far Go?    |       |
| 2.  | The Hot Pearl Snatch       |       |
| 3.  | People Ain't No Good       |       |
| 4.  | What's Inside a Girl?      |       |
| 5.  | Can Your Pussy Do the Dog? |       |
| 6.  | Kizmiaz                    |       |
| 7.  | Cornfed Dames              |       |
| 8.  | Chicken                    |       |
| 9.  | (Hot Pool Of) Womanneed    |       |
| 10. | Aloha from Hell            |       |
| 11. | It's Just That Song        |       |
| 12. | Blue Moon Baby             |       |
| 13. | Georgia Lee Brown          |       |
| 14. | Give Me a Woman            |       |
| 15. | Get off the Road           |       |